# Kliniken Schmieder
Die Kliniken Schmieder (Stiftung & Co.) KG betreibt einen Verbund neurologischer Fach- und Rehabilitationskliniken mit sechs Standorten in Baden-Württemberg. Die Hauptverwaltung der zentral geführten Klinikgruppe befindet sich in Allensbach im Landkreis Konstanz. Weitere Standorte sind in Gailingen, Konstanz, Heidelberg und Gerlingen. Im Stuttgarter Stadtzentrum befindet sich außerdem eine Tagesklinik zur ambulanten und teilstationären Rehabilitation. Die Kliniken befinden sich als Familienunternehmen in zweiter und dritter Generation in privater Hand. Träger ist die Familie Schmieder.
Jährlich behandeln die Kliniken rund 14.500 neurologische Patienten jeder Art und aller Schweregrade. Die Kliniken Schmieder arbeiten mit allen Kostenträgern zusammen (Deutsche Rentenversicherung, Berufsgenossenschaften, Gesetzliche und Private Krankenversicherung). Als Vollversorger mit Spezialbereichen bietet der Klinikverbund die vollständige Versorgungskette neurologischer Rehabilitation, vom beatmungspflichtigen Intensivpatienten bis hin zur beruflichen Wiedereingliederung. Das Behandlungsangebot umfasst die Phasen A bis E des neurologischen Phasenmodells.

## Geschichte
Gegründet wurden die Kliniken 1950 durch Friedrich Schmieder in Gailingen am Hochrhein.
1974 wurde in Allensbach am Bodensee der heutige Sitz der Hauptverwaltung eingeweiht. Im Jahr 1992 wurde in Konstanz ein weiterer Standort der Kliniken Schmieder eröffnet, 1996 folgte die Eröffnung der Tagesklinik Stuttgart-Rotebühlstraße. 1998 öffneten die Kliniken Schmieder in Stuttgart-Gerlingen, die 2009 durch einen Erweiterungsbau vergrößert wurden. 2001 wurde schließlich in Heidelberg auf dem Speyererhof der bislang letzte neue Standort des Klinikverbundes eröffnet.
Im Jahr 1991 führten die Kliniken die so genannte Frührehabilitation für schwerstbetroffene, in ihren lebenserhaltenden Funktionen eingeschränkte Patienten ein. Sie waren damit europaweit eine der ersten Einrichtungen mit neurologischer Frührehabilitation. Ebenfalls im Jahr 1991 wurde das Weiterbildungszentrum Zenith gegründet, das Klinikmitarbeitern und externen Interessenten Kurse zur Aus- und Weiterbildung im Bereich der Neurologischen Rehabilitation anbietet.
Die gemeinnützige Stiftung Schmieder für Wissenschaft und Forschung betreibt seit 1997 das Lurija Institut für Rehabilitationswissenschaften, welches in Räumen der Allensbacher Klinik untergebracht ist. Forschungskooperationen bestehen mit der Universität Konstanz, Freiburg, Heidelberg, Tübingen, Magdeburg.
2007 wurde der Beirat der Kliniken Schmieder als Teil der Umsetzung des Deutschen Corporate Governance Kodex gegründet. Er wird von Beratern aus dem Gesundheitswesen und Mitgliedern der Familie Schmieder besetzt und fungiert als Aufsichts- und Beratungsgremium.
Im Jahr 2006 wurde der Klinikstandort Konstanz von der Deutschen Gesellschaft für Multiple Sklerose als anerkanntes MS-Rehabilitationszentrum ausgezeichnet, 2015 folgte der Klinikstandort Gailingen. Seit dem Jahr 2008 sind alle Klinikstandorte nach KTQ-Reha und IQMP-Reha zertifiziert.
Es folgt eine Übersicht über die Leistungsprofile und Schwerpunkte der verschiedenen Klinikstandorte.

## Klinikstandorte

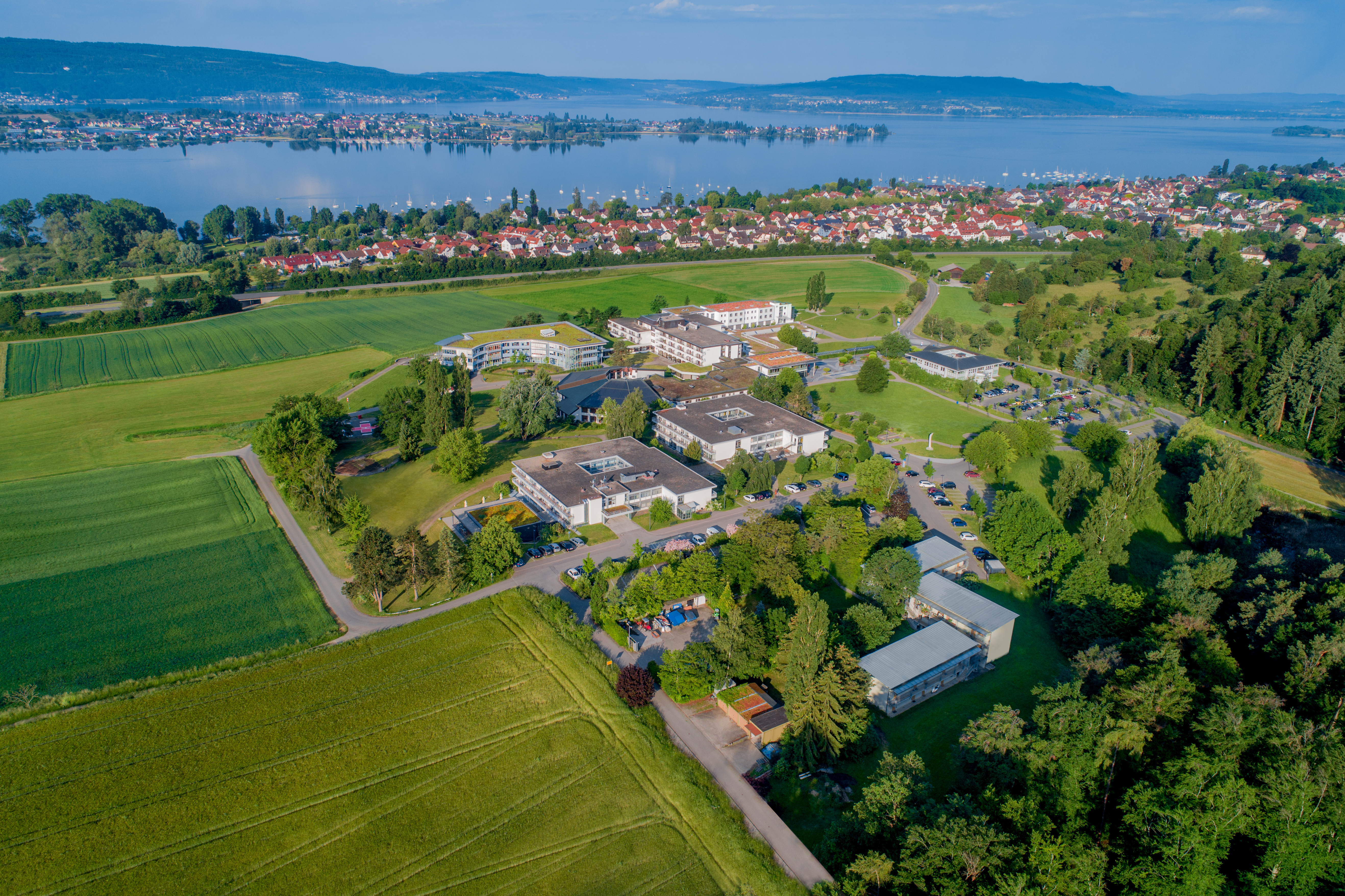
Die Kliniken Schmieder Allensbach mit Blick auf das Weltkulturerbe Insel Reichenau und die Halbinsel Mettnau

### Kliniken Schmieder Allensbach
- 288 durchschnittlich belegte Betten
- Phase A – Akutneurologie
- Neurologische Intensivstation
- Phase B – Frührehabilitation
- Phase C – Postprimäre Rehabilitation
- Phase D/E – Neurologische Rehabilitation/Anschlussheilbehandlung
- Neurokognitive Spezialstation
- Zentrum für Schlafmedizin
- Parkinson-Komplex-Behandlung
- Epilepsie-Behandlung
- Kernspintomographie, CT
- Station für internationale Patienten
- ZENITH, klinikeigenes Weiterbildungsinstitut

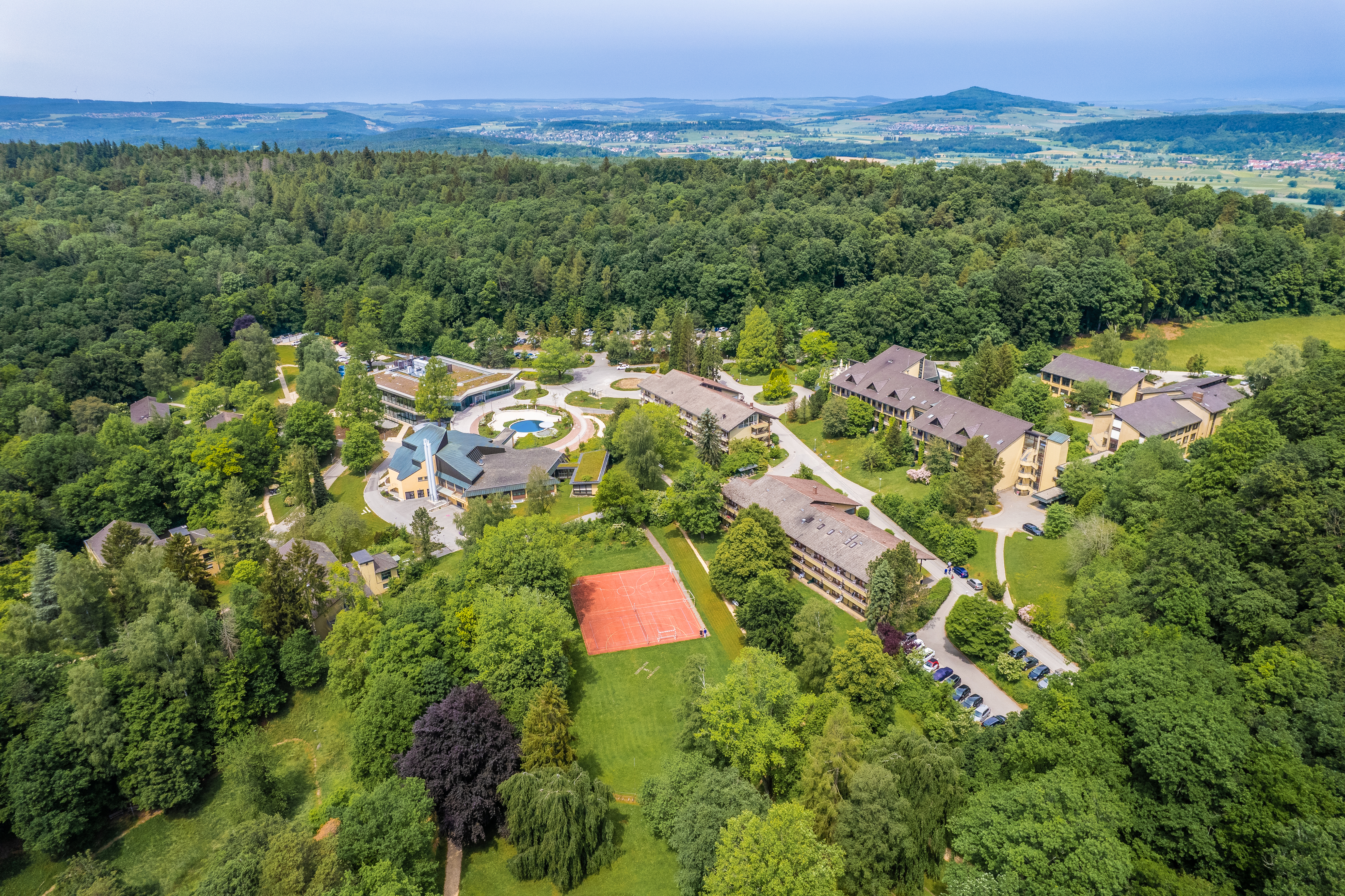
Die Kliniken Schmieder Gailingen am Hochrhein, nahe der Hegau-Vulkane und dem Schaffhausener Rheinfall

- Sitz der Hauptverwaltung

### Kliniken Schmieder Gailingen
- 268 durchschnittlich belegte Betten
- Phase C – Postprimäre Rehabilitation
- Phase D – Neurologische Rehabilitation/Anschlussheilbehandlung
- Phase E – Berufstherapie mit gewerblichem Schwerpunkt
- Psychotherapeutische Neurologie
- Geriatrische Rehabilitation
- Neurorehabilitation bei Post-COVID-Syndrom
- Anerkanntes Multiple Sklerose-Rehabilitationszentrum

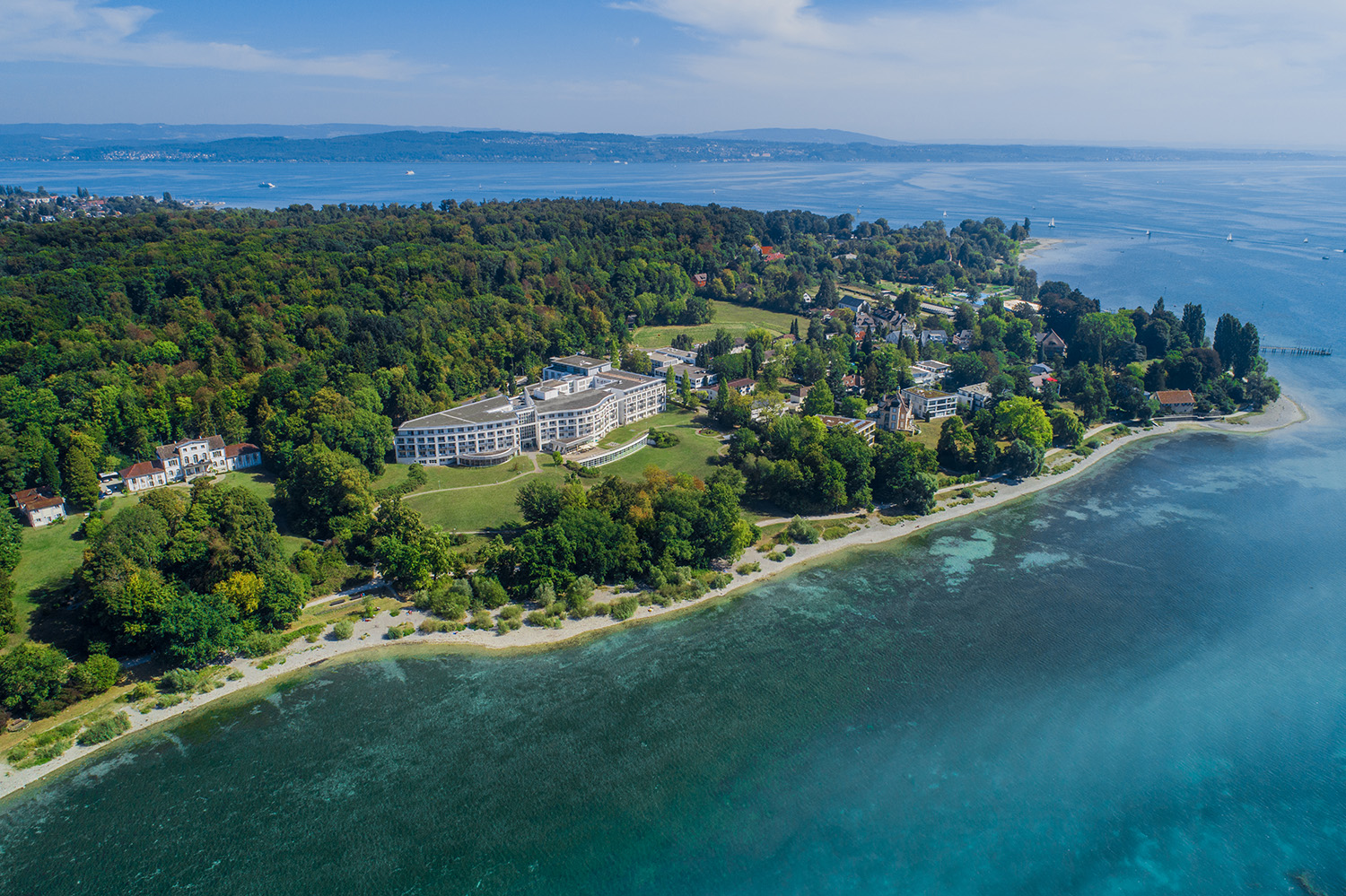
Die Kliniken Schmieder Konstanz am Bodensee, wenige Kilometer von der Insel Mainau und der Schweiz

### Kliniken Schmieder Konstanz
- 241 durchschnittlich belegte Betten
- Phase A – Akutneurologie
- Phase C – Postprimäre Rehabilitation
- Phase D – Neurologische Rehabilitation/Anschlussheilbehandlung
- Phase E – Berufstherapie mit kognitivem Schwerpunkt
- Psychotherapeutische Neurologie
- Anerkanntes Multiple Sklerose-Rehabilitationszentrum
- Tagesklinik
- Neurorehabilitation bei Post-COVID-Syndrom
- Kooperation bei Fort- und Weiterbildungen mit dem ZfP Reichenau, dem Psychiatriezentrum der Spitäler Schaffhausen sowie dem Lehrstuhl für Klinische Psychologie und Psychotherapie der Universität Konstanz

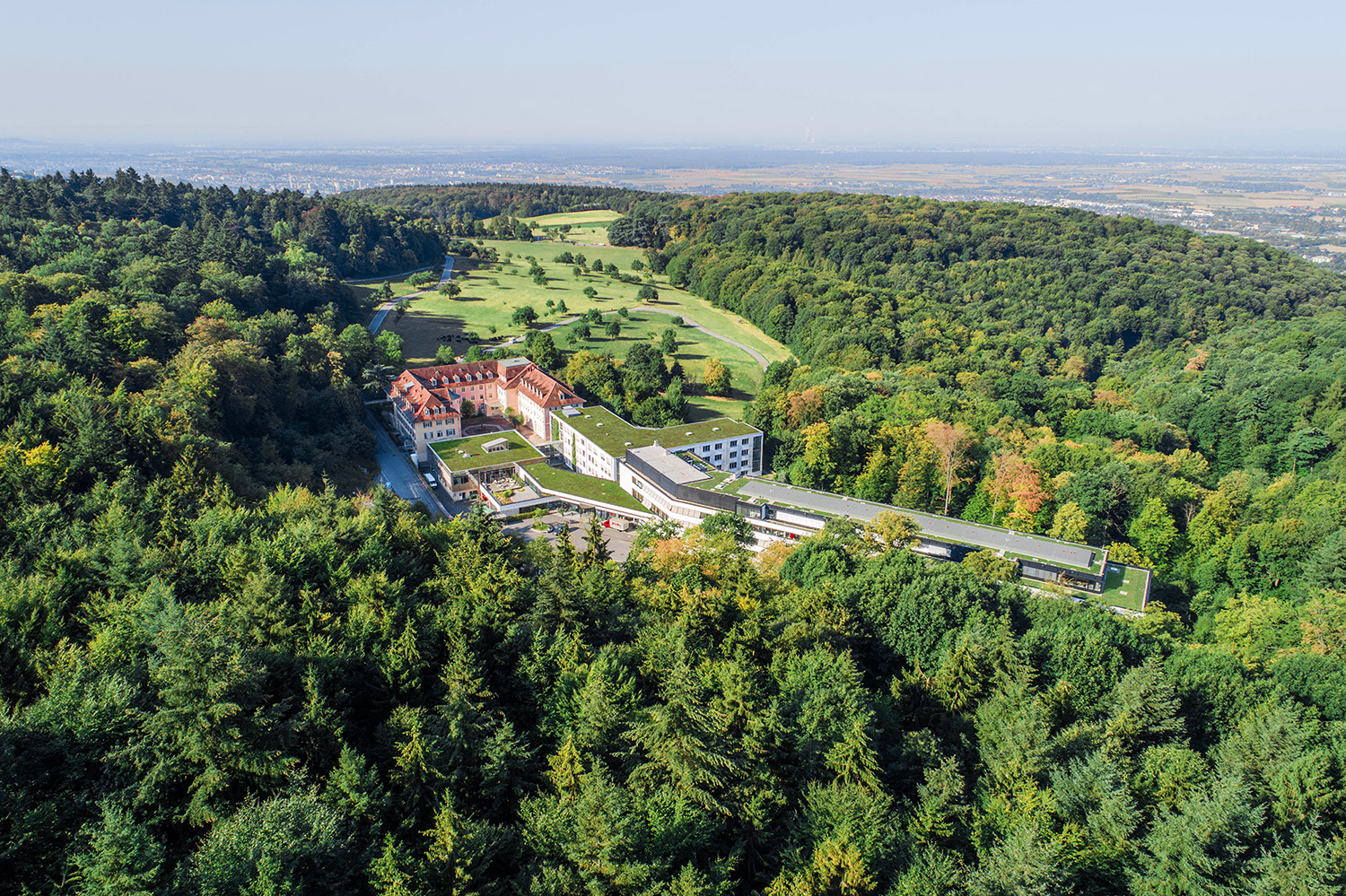
Die Kliniken Schmieder Heidelberg am Speyererhof, oberhalb der Universitätsstadt Heidelberg

### Kliniken Schmieder Heidelberg
- 302 durchschnittlich belegte Betten
- Phase A – Akutneurologie
- Phase B – Frührehabilitation
- Phase C – Postprimäre Rehabilitation
- Phase D – Neurologische Rehabilitation/Anschlussheilbehandlung
- Phase E – Neurologische Berufstherapie
- Akademisches Lehrkrankenhaus der Universität Heidelberg
- Akademische Kooperationseinheit für Neurologische Rehabilitation der Neurologischen Universitätsklinik Heidelberg

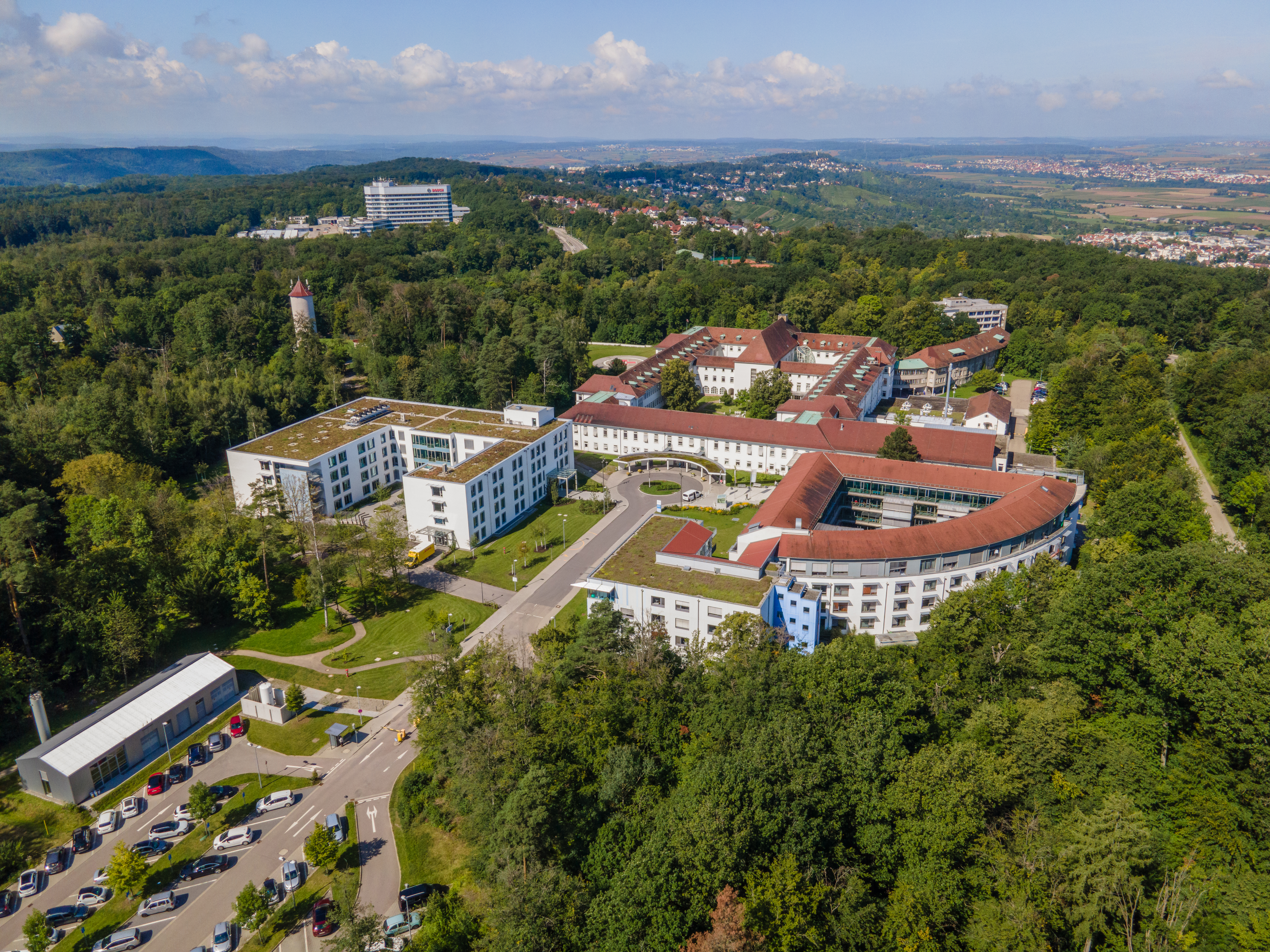
Die Kliniken Schmieder Gerlingen mit Schloss Solitude im Hintergrund

- Tagesklinik

### Kliniken Schmieder Stuttgart-Gerlingen
- 250 durchschnittlich belegte Betten
- Phase A – Akutneurologie
- Phase B – Frührehabilitation
- Phase C – Postprimäre Rehabilitation
- Phase D – Neurologische Rehabilitation/Anschlussheilbehandlung
- Phase E – Neurologische Berufstherapie/Arbeitserprobung

Kliniken Schmieder Stuttgart

### Kliniken Schmieder Stuttgart

#### Tagesklinik für ambulante und teilstationäre Rehabilitation
- 50 Behandlungsplätze
- Phase D – Neurologische Rehabilitation/Anschlussheilbehandlung
- Phase E – Neurologische Berufstherapie, Belastungserprobung
- Ambulantes Therapiezentrum (Physio- und Ergotherapie, Logopädie, Medizinische Trainingstherapie)

#### Kliniken Schmieder Satellitenstation im Klinikum Stuttgart
- 30 verfügbare Betten
- Kooperation der Stroke Unit des Klinikums Stuttgart und der Satellitenstation der Kliniken Schmieder